# ماساكي إيبا
ماساكي أيبا (باليابانية: 相葉 雅紀) مواليد 24 ديسمبر 1982، هو مغني و ممثل و راقص و شخصية تليفزيونة و مذيع راديو ياباني و عضو في فرقة الذكور اليابانية أراشي.
بدأ أيبا مسيرته المهنية في مجال الترفيه عندما انضم إلى وكالة المواهب اليابانية جوني وشركاؤه ‏ في عام 1996 في سن 13 عاماً. قبل ظهوره الأول كمغني مع الفرقة اليابانية أراشي في عام 1999، بدأ أيبا مسيرته في التمثيل عندما تم اختياره كدور رئيسي في مسرحية Stand by Me ، والتي استندت إلى الفيلم الذي يحمل نفس الاسم. بعد حوالي خمس سنوات من ظهوره الأول كمغني مع أراشي في عام 1999 ، أصبح أحد المضيفين المشاركين في برنامج التليفزيون Tensai Shimura Dōbutsuen (天才！ 志 村 ど う ぶ つ 園 ، Genius! Shimura Zoo) في عام 2004 ، مما جعله أول عضو في أراشي يشارك بإنتظام في برنامج متنوع لا تستضيفه أراشي في المقام الأول.

## وصلات خارجية
- ماساكي إيبا على موقع IMDb (الإنجليزية)
- ماساكي إيبا على موقع ميوزك برينز (الإنجليزية)
- ماساكي إيبا على موقع قاعدة بيانات الفيلم (الإنجليزية)